# リヴィング・ウィズ・ウォー:イン・ザ・ビギニング
| 専門評論家によるレビュー | 専門評論家によるレビュー |
| レビュー・スコア         | レビュー・スコア         |
| 出典                     | 評価                     |
| ------------------------ | ------------------------ |
| Allmusic                 | [ 1 ]                    |

『リヴィング・ウィズ・ウォー:イン・ザ・ビギニング』（Living with War: "In the Beginning"）は、2006年にリリースされたニール・ヤングのリミックス・アルバム。ヤングの2006年のアルバム『リヴィング・ウィズ・ウォー』のリミックス・バージョン。プレスリリースによると、このCD/DVDの原題は『Living with War - Raw』だった。しかし、最終的にこのアルバムがリリースされたとき、タイトルは変更された
このアルバムには、レコーディング当日に録音されたトリオのライヴ音源のファースト・ミックスが収録され、2006年11月7日の選挙の日にiTunesでデジタル・ダウンロード販売された。また、この日iTunesでは、ニール・ヤングが監督したアルバム収録曲のビデオ4本も配信された： 「After The Garden」、「Families」、「Lookin' for a Leader」、「America the Beautiful」である。
2006年12月19日にリプリーズ・レコードから発売されたCD/DVD限定スペシャル・パッケージには、このアルバムに収録された全曲のヤング監督によるビデオが収録されている。ビデオには、イラク戦争やアメリカ国内のデモ、アル・ゴアの映画『不都合な真実』など、幅広い映像ソースが使われている。
このアルバムの 「Raw」バージョンでは、オリジナル・リリースにあったバックの楽器やコーラス伴奏はなく、スタジオでライブ録音されたそのままのサウンドがそのまま収録されている。

## トラックリスト
全曲ニール・ヤング作詞、作曲　© 2006, Silver Fiddle Music.
| #         | タイトル                                                              | 作詞  | 作曲・編曲 | 時間 |
| --------- | --------------------------------------------------------------------- | ----- | ---------- | ---- |
| 1.        | 「After the Garden」(アフター・ザ・ガーデン)                          |       |            | 3:25 |
| 2.        | 「Living with War」(リヴィング・ウィズ・ウォー)                       |       |            | 5:08 |
| 3.        | 「The Restless Consumer」(ザ・レストレス・コンシューマー)             |       |            | 5:51 |
| 4.        | 「Shock and Awe」(ショック・アンド・オウ)                             |       |            | 4:56 |
| 5.        | 「Families」(ファミリーズ)                                            |       |            | 2:33 |
| 6.        | 「Flags of Freedom」(フラッグス・オブ・フリーダム)                    |       |            | 3:45 |
| 7.        | 「Let's Impeach the President」(レッツ・インピーチ・ザ・プレジデント) |       |            | 4:34 |
| 8.        | 「Lookin' for a Leader」(ルッキン・フォー・ア・リーダー)              |       |            | 4:08 |
| 9.        | 「Roger and Out」(ロジャー・アンド・アウト)                           |       |            | 4:23 |
| 合計時間: | 合計時間:                                                             | 38:43 |            |      |

## 参加ミュージシャン
- ニール・ヤング - ギター、ボーカル
- リック・ローザス - ベース
- チャド・クロムウェル - ドラム
- トム・ブレイ - トランペット

制作スタッフ
- ニコ・ボーラス - プロデューサー、ミキシング
- L. A. ジョンソン - アシスタント・プロデューサー
- ジョン・ハウスマン - エンジニアリング
- ティム・マリガン - マスタリング
- ウィル・ミッチェル - デジタル・サウンドバイト（「大統領を弾劾しよう」）
- ダレル・ブラウン - 合唱指揮

DVD制作
- バーナード・シェイキー（ニール・ヤング） - 演出、ビデオヘッドライン、ニューステロップ
- L.A. ジョンソン - 制作
- エリオット・ラビノウィッツ - 制作総指揮
- ウィル・ミッチェル - 制作補助、ビデオヘッドライン、ニューステロップ
- トシ・オオヌキ（大貫敏之） - 編集（歌とドキュメンタリー）、アートディレクション
- マーク・フォークナー - 編集（ドキュメンタリー）
- トリーナ・ロリア - オンライン編集
- ジエモウィット・"ジム"・ダークシ - 編集補助、グラフィック制作
- スティーブン・グレゴリー - アニメーション
- リッチ・ウィンター - オーサリング、アートディレクション
- フィル・デンスロウ - グラフィックアートディレクション
- マーシー・ジェンシック、アダム・スタージョン - 制作補助

## ノート
1. ↑  Allmusic review